# Theofanīs Tzandarīs
Theofanīs Tzandarīs (in greco Θεοφάνης Τζανδάρης?; Salonicco, 13 giugno 1993) è un calciatore greco, centrocampista dell'Asteras Tripolīs.

## Caratteristiche tecniche
È un centrocampista centrale.

## Carriera
Ha giocato nella prima divisione greca ed in quella slovacca.